# Ruddershove
Ruddershove is een plaats in de Belgische provincie Oost-Vlaanderen. Samen met Velzeke vormt het Velzeke-Ruddershove, een deelgemeente van Zottegem. Ruddershove was een zelfstandige gemeente tot 1824. Ten zuidwesten van de landelijke plaats loopt de Zwalmbeek.

## Geschiedenis
Een oude vermelding van Ruddershove gaat terug tot 11de eeuw als Rogeri curtem, het hof Rodger. Een 12de-eeuwse vorm was Rodgershouen. Op de Ferrariskaart uit de jaren 1770 staat hier wat landelijke bebouwing en is een kapelletje Riddershoven aangeduid. Ruddershove was ooit een dichterbevolkt dorpje, met de heerlijke kapel gewijd aan Sint-Petrus en een grote hoeve van de heer van Ruddershove,
Het heerlijk hof was verdwenen tegen de 18de eeuw, net als de meeste bewoning. Bij de invoering van de gemeenten op het eind van het ancien régime werd Ruddershove een gemeente, maar in 1824 werd de kleine gemeente al samengevoegd met Velzeke tot Velzeke-Ruddershove, dat op zijn beurt in 1971 een deelgemeente van de stad Zottegem werd.

## Afbeeldingen

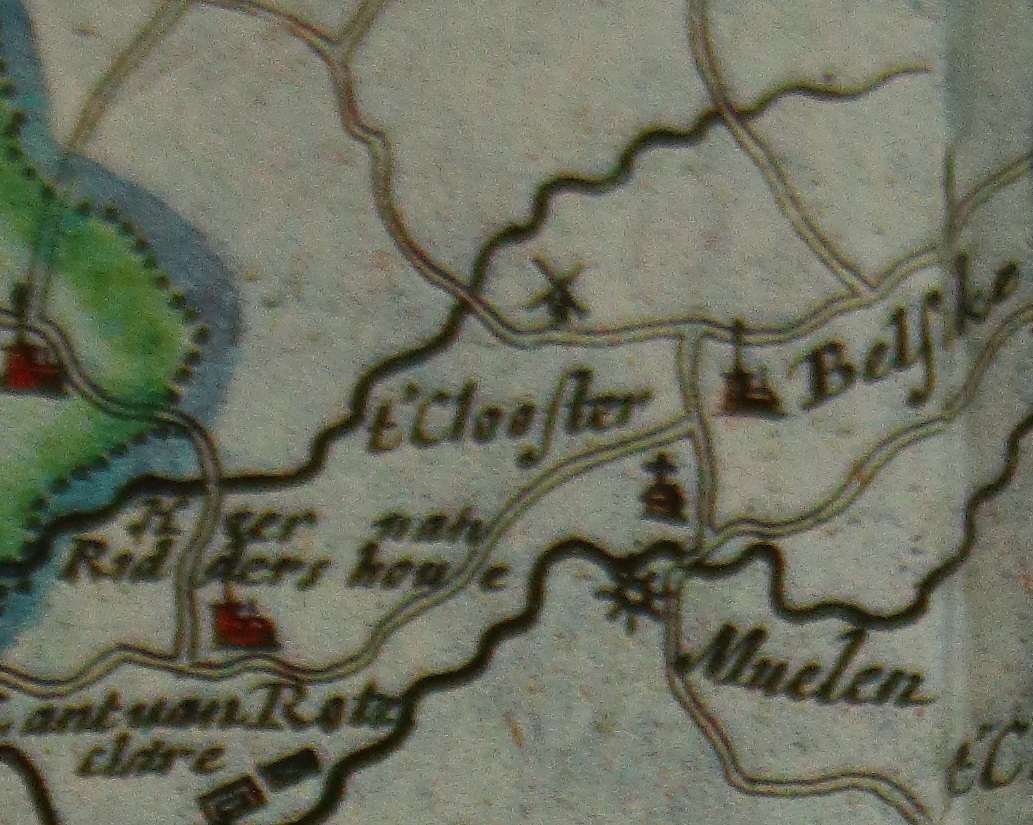
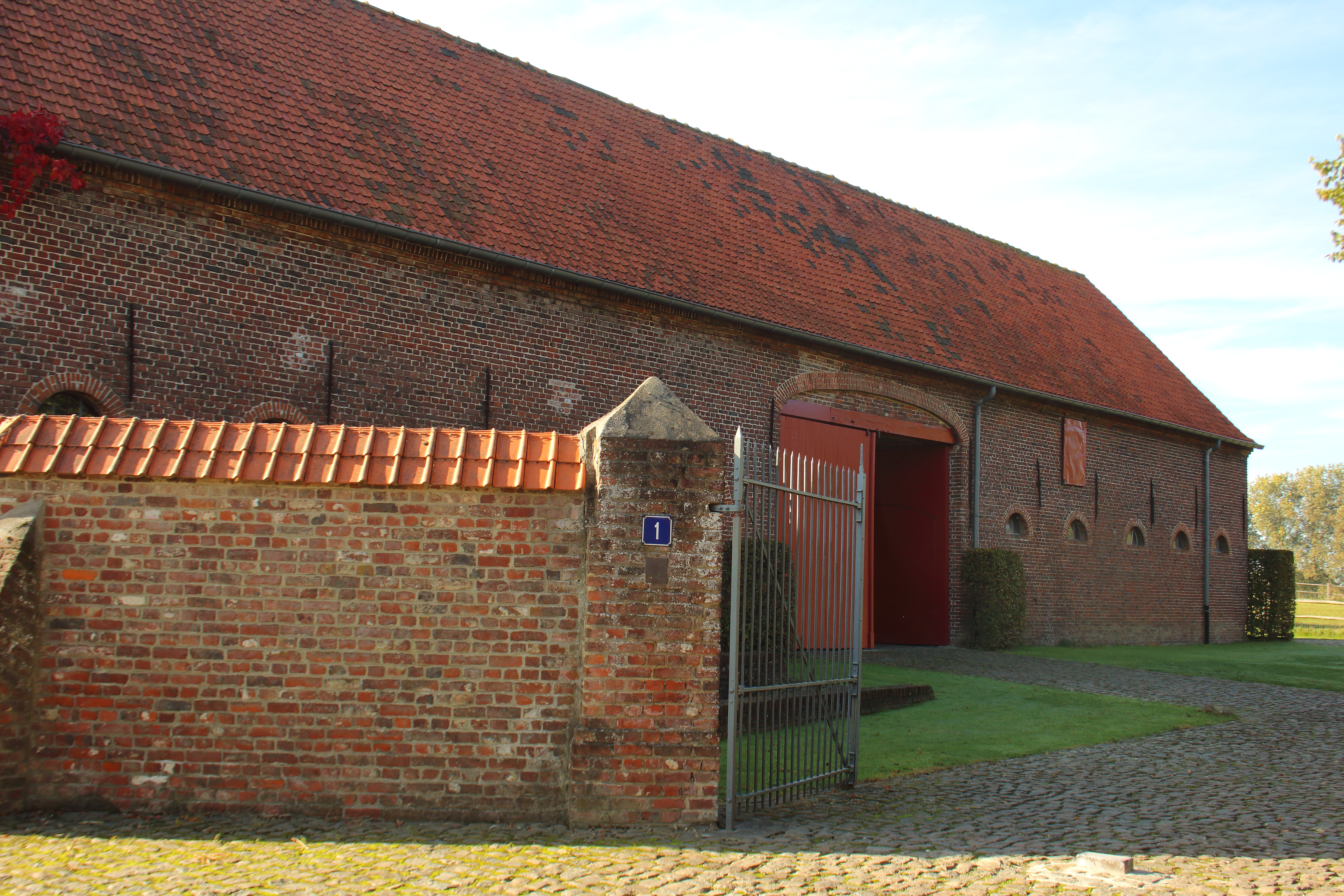
de 'Ruddershoeve'
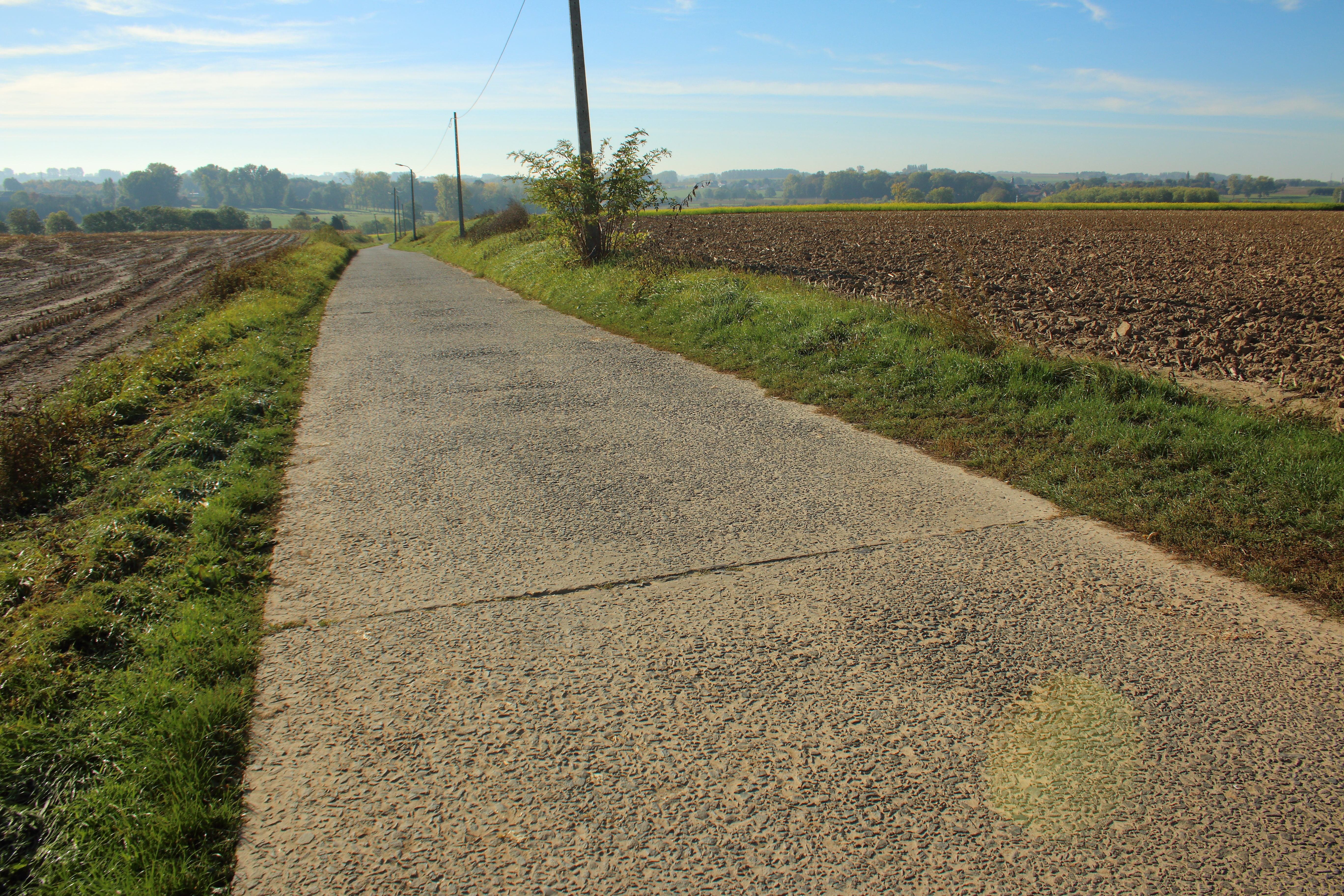
Ruddershovestraat
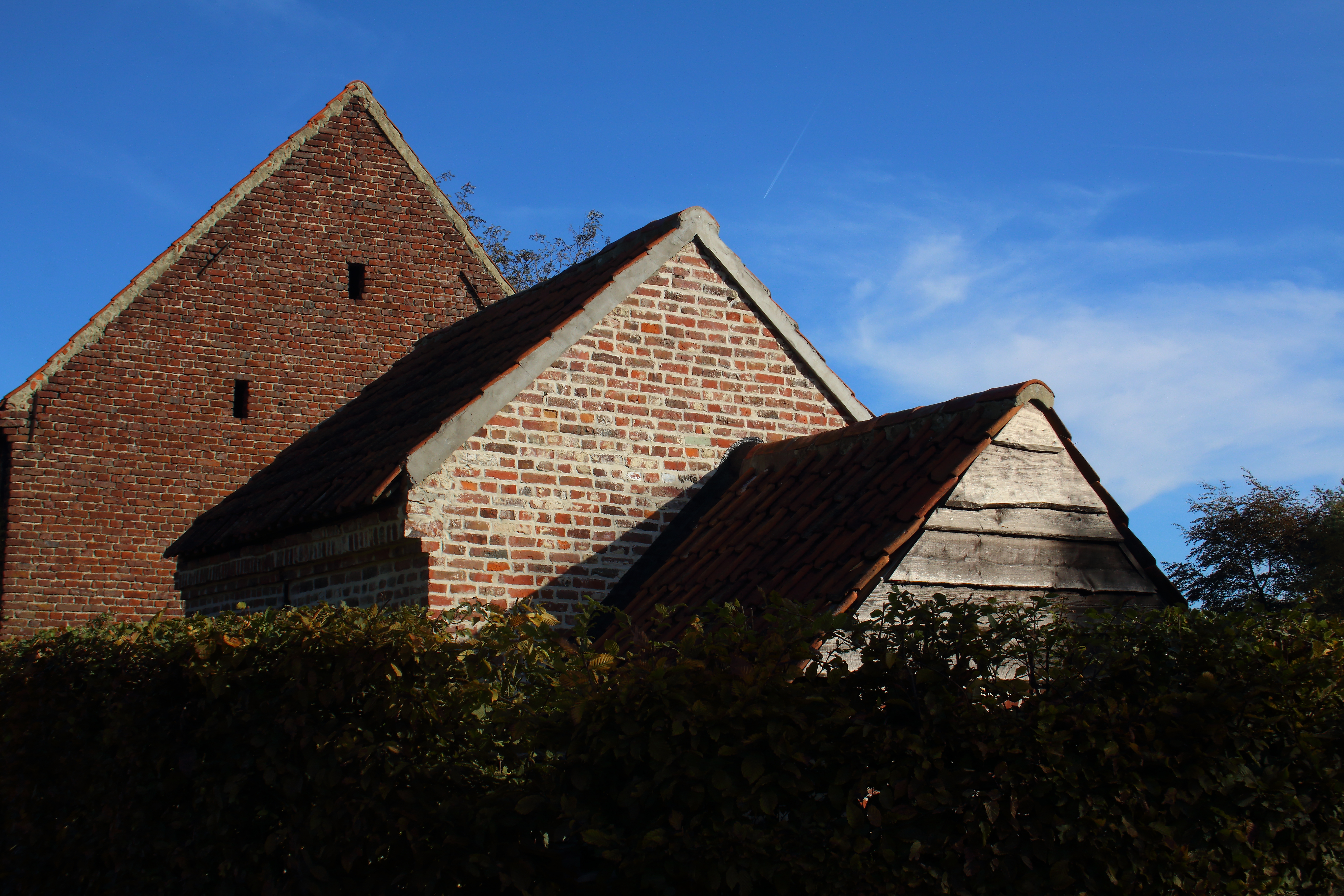
bakoven

Deelgemeenten: Elene · Erwetegem · Godveerdegem · Grotenberge · Leeuwergem · Oombergen · Sint-Goriks-Oudenhove · Sint-Maria-Oudenhove · Strijpen · Velzeke-Ruddershove · Zottegem

Plaatsen, gehuchten en wijken: Bevegem · Ruddershove · Velzeke 

Belgische gemeenten · Arrondissement Aalst · Oost-Vlaanderen · Vlaanderen